# Manejo de excepciones
El manejo de excepciones es una técnica de programación que permite al programador controlar los errores ocasionados durante la ejecución de un programa informático. Cuando ocurre cierto tipo de error, el sistema reacciona ejecutando un fragmento de código que resuelve la situación, por ejemplo retornando un mensaje de error o devolviendo un valor por defecto.

## Introducción
Una excepción en términos de lenguaje de programación es la indicación de un problema que ocurre durante la ejecución de un programa. Sin embargo, la palabra excepción se refiere a que este problema ocurre con poca frecuencia generalmente cuando existe algún dato o instrucción que no se apega al funcionamiento del programa por lo que se produce un error. El manejo de excepciones permite al usuario crear aplicaciones tolerantes a fallas y robustas (resistentes a errores) para controlar estas excepciones y que pueda seguir ejecutándose el programa sin verse afectado por el problema. En lenguaje Java estas excepciones pueden manejarse con las clases que extienden el paquete Throwable de manera directa o indirecta, pero existen diversos tipos de excepciones y formas para manejarlas.

### Uso del manejo de excepciones
El manejo de excepciones ayuda al programador a trasladar el código para manejo de errores de la línea principal de ejecución, además se puede elegir entre manejar todas las excepciones, las de cierto tipo o de las de grupos relacionados, esto hace que la probabilidad de pasar por alto los errores se reduzca y a la vez hace los programas más robustos. Pero es importante utilizar un lenguaje de programación que soporte este manejo, de lo contrario el procesamiento de errores no estará incluido y hará el programa más vulnerable.
Este manejo está diseñado para procesar errores que ocurren cuando se ejecuta una instrucción, algunos ejemplos son: desbordamiento aritmético, división entre cero, parámetros inválidos de método y asignación fallida en la memoria. Sin embargo, no está diseñado para procesar problemas con eventos independientes al programa como son pulsar una tecla o clic al mouse.
Las excepciones se dividen en verificadas y no verificadas. Es importante esta división porque el compilador implementa requerimientos de atrapar o declarar para las verificadas lo que hará que se detecten las excepciones automáticamente y de acuerdo al lenguaje de programación utilizado se utilizará un método para corregirlas. Sin embargo para las que no verificadas se producirá un error indicando que deben atraparse y declararse. Por eso el programador debe pensar en los problemas que pueden ocurrir cuando se llama a un método y definir excepciones para verificarse cuando sean importantes. Las clases de excepciones pueden derivarse de una superclase común, por lo que con un manejador para atrapar objetos de la superclase, también se pueden atrapar todos los objetos de las subclases de esa clase. Pero también, se pueden atrapar a cada uno de los tipos de las subclases de manera individual si estas requieren ser procesadas diferente.
A cada célula se le conoce como compiladora de distintos.

### Limpieza de pila
En ocasiones cuando se lanza una excepción, pero no se atrapa en un enlace específico, la pila de llamadas se limpia y el programa intenta volverlo a atrapar en el siguiente bloque, esto se conoce como limpieza de pila. Este proceso hace que el método en el que no se atrapó la excepción termine, todas sus variables quedan fuera del enlace y el control regresa a la instrucción que originalmente la invocó. La limpieza de pila se repetirá hasta que la excepción pueda ser atrapada porque de lo contrario se producirá un error a la hora de compilar.

### Aserciones
Las aserciones ayudan a asegurar la validez del programa al atrapar los errores potenciales e identificar los posibles errores lógicos del desarrollo. Estas pueden escribirse como comentarios para apoyar a la persona que desarrolla el programa. Algunos ejemplos son:
Precondiciones y pos condiciones
Estas características son utilizadas por los programadores para hacer un análisis de lo esperado del programa antes y después de su ejecución. Son importantes porque gracias a ellas se pueden detectar posibles fallas en el programa y corregirlas.
Las precondiciones son verdaderas cuando se invoca a un método, estas describen las características del método y las expectativas que se tienen en el estado actual del programa. Si no se cumplen las precondiciones el comportamiento del método es indefinido por lo que se lanza una excepción que esté preparada o continuar con el programa esperando el error.
Las pos condiciones describen las restricciones en el entorno y cualquier efecto secundario del método. Es recomendable escribirlas para saber que esperar en un futuro si es que se hacen modificaciones.

### Conclusión
El manejo de excepciones ayuda a lidiar con los errores de una aplicación por medio de la manipulación del código para hacer programas más robustos. Además existen herramientas que ayudan a manejarlas, tal es el caso de los bloques try (intentar) que encierran el código que puede lanzar una excepción y los bloques catch (atrapar) que lidian con las excepciones que surjan.
También existen técnicas que el programador utiliza para conocer el posible funcionamiento del programa y detectar los errores que pueda contener.

## Ejemplos de código

### Java
```
public
 
class
 
ExcDemo
 
{

    
public
 
static
 
void
 
main
(
String
[]
 
args
)
 
{

        
int
 
nums
[]=
new
 
int
[
4
]
;

        
try
 
{

            
System
.
out
.
println
(
"Antes de que se genere la excepción."
);

            
//generar una excepción de índice fuera de límites

            
nums
[
7
]=
10
;

        
}
catch
 
(
ArrayIndexOutOfBoundsException
 
exc
){

            
//Capturando la excepción

            
System
.
out
.
println
(
"Índice fuera de los límites!"
);

        
}
 
finally
 
{

        
System
.
out
.
println
(
"Después de que se genere la excepción."
);

    
}

}

}

```

### Delphi
```
procedure
 
TForm1
.
Button1Click
(
Sender
 
:
 
TObject
)
;

begin

  
try

    
try

       
a
 
:=
 
b
 
/
 
c
;

    
finally

      
// Este código siempre se ejecuta, independientemente de si ocurre o no una excepción.

    
end
;

  
except

    
on
 
e
:
EZeroDivide
 
do

      
// Manejo de la excepción División por cero.

    
on
 
e
:
Exception
 
do

      
// Manejo de una excepción "genérica".

  
end
;

end
;

```

### Pascal
```
 
Var
 i,X,Y:
Entero
 
' Declaramos las variables a utilizar

 
AdmErr
 
' Administrar Error

   Resultado = X \ Y
 
Controlar
 i 
' Controlar si existe (i obtiene el valor de la excepción)

   
Seleccionar
 i
     
Caso
 errEntDivCero 
' Si i es igual a División a cero.

       Mensaje("División a cero!")
     
Caso Otro

       
Salir AdmErr

   
FinSeleccionar

 
FinAdmErr
 
' Fin Administrar Error
```

### Python
```
try
:

    
result
 
=
 
x
 
/
 
y

except
 
ZeroDivisionError
:

    
print
 
"division by zero!"

else
:

    
print
 
"result is"
,
 
result

finally
:

    
print
 
"executing finally clause"

```

### Ada
```
type
 
T_Matriz
 
is
 
array
 
(
Positive
 
range
 
<>,

                        
Positive
 
range
 
<>)
 
of
 
Integer
;
 

procedure
 
Rellenar_Matriz
 
   
(
Matriz
 
: 
in
 
T_Matriz
;

    
K
      
: 
in
 
Integer
;

    
Q
      
: 
in
 
Integer
);

is

begin

   
begin

      
Matriz
 
(
K
,
Q
)
 
:=
 
3
;

   
exception

      
when
 
Constraint_Error
 
=>

   
Put_Line
 
(
"Las posiciones se salen del rango de la matriz"
);

   
end
;

end
 
Rellenar_Matriz
;

```